# Antoni Natanson
Antoni Eryk Natanson (ur. 11 listopada 1862 w Warszawie, zm. 9 grudnia 1933 tamże) – polski lekarz ginekolog, działacz społeczny, jeden z najwybitniejszych pionierów wolnomularstwa w Warszawie.

## Życiorys
Urodził się w rodzinie żydowskiej jako syn bankiera Henryka (1820–1895) i Amelii May (1837–1897). Miał dwóch przyrodnich braci: Kazimierza Eryka (1853–1935), bankiera i działacza społecznego i Józefa Eryka (1855–1929), bankiera i działacza społecznego. Miał siedmioro rodzonego rodzeństwa: Marię (1857–1883), żonę Jakuba Natansona, Leontynę (ur. 1858), żonę Stanisława Natansona, Władysława Eryka (1860–1862), Michała Eryka (1861–1938), właściciela ziemskiego, Bronisława Eryka (1865–1905), prawnika, księgarza i wydawcę, Stefana (literata i dziennikarza) i Andrzeja Eryka (1868–1870).
W 1888 ukończył studia na Uniwersytecie w Dorpacie. Członek Konwentu Polonia. Był jednym z założycieli i skarbnikiem Towarzystwa byłych Wychowanków Uniwersytetu w Dorpacie. Dokształcał się w Anglii i we Francji. Specjalizował się w ginekologii. Powróciwszy do Warszawy w 1896 został ordynatorem oddziału ginekologicznego w Szpitalu Starozakonnym przy ul. Pokornej, który sam organizował i rozwijał, a po przeniesieniu szpitala w 1902 na Czyste pozostawał ordynatorem i nadal rozwijał oddział. Był wiceprezesem Warszawskiego Towarzystwa Ginekologicznego. Wykładał w Szkole Pielęgniarek. Publikował prace z zakresu ginekologii.
Był także wiceprezesem Towarzystwa Kolonii Letnich. Został mistrzem loży wolnomularskiej „Wyzwolenie”.  Członek Towarzystwa Kooperatystów założonego w Warszawie przez Edwarda Abramowskiego. Członek powstałego w Warszawie 19 stycznia 1907 żydowskiego komitetu dla współdziałania z komitetem centralnym trzech zjednoczonych stronnictw stojących na gruncie narodowym. Był pracownikiem Komitetu Ofiary Narodowej Tymczasowej Rady Stanu. W okresie I wojny światowej przebywał w Szwajcarii.
3 maja 1928 został odznaczony Krzyżem Komandorskim Orderu Odrodzenia Polski.
Był żonaty z Zofią Horowitz (1878–ok. 1943), z którą miał córkę Anielę po mężu Mikucką (1904–1950).